# شیکاگو جو و دختر نمایش
شیکاگو جو و دختر نمایش (به انگلیسی: Chicago Joe and the Showgirl) فیلمی محصول سال ۱۹۹۰ و به کارگردانی برنارد رز است. در این فیلم بازیگرانی همچون کیفر ساترلند، امیلی لوید، پتسی کنسیت، لیز فریزر، هری فولر و کیت آلن ایفای نقش کرده‌اند.